# Joey Belladonna
Joey Belladonna (született: Joseph Bellardini) (Oswego, New York, 1960. október 13. –) amerikai heavy metal énekes és dobos, az Anthrax nevű thrash metal zenekar énekeseként vált ismertté.

## Zenei pályafutása
Joey Belladonna a klasszikus Anthrax felállás énekese volt 1984–1992 között. A Belladonna által énekelt lemezekből több mint 8 millió példányt adtak el világszerte.[forrás?] 2005-ben egy reunion turné erejéig újra csatlakozott az együtteshez, de akkor nem maradt az Anthraxben. A köztes időben szólókarrierbe kezdett, és négy stúdióalbumot adott ki 1995 és 2004 között. Belladonna 2010. május 10-én tért vissza hivatalosan az Anthraxbe.

## Diszkográfia

### Belladonna
- Belladonna (1995)
- Spells of Fear (1998)
- 03 (2003)
- Artifacts I (2004)

### Anthrax
- Armed and Dangerous (EP, 1985)
- Spreading the Disease (1985)
- Among the Living (1987)
- State of Euphoria (1988)
- Penikufesin (EP, 1989)
- Persistence of Time (1990)
- Attack of the Killer B's (1991)
- The Island Years (koncert, 1994)
- Alive 2 (koncert, 2005)
- Worship Music (2011)
- For All Kings (2016)